# 생사포랑
생사포랑(프랑스어: Saint-Saphorin)은 스위스 보주의 라보-오롱구의 지역의 제네바호 호숫가에 위치한 지자체이다.

## 역사
Glerula  또는 Calarona(라틴어: glarea, '자갈')는 갈로로마인 마을이었다. 연대기 작가인 투르의 그레고리(Gregory of Tours)와 아방슈의 마리우스(Marius of Avenches)는 현재 563년의 타우레두눔 사건이라고 불리는 사건을 기술 했다. 제네바 호수의 동쪽 끝으로 산사태가 발생하여 호수를 휩쓴 쓰나미가 발생하여 막대한 피해를 입혔다. Glerula는 파괴된 마을 중 하나였다. 그것은 결코 재건되지 않았다. 대신에 동쪽에서 짧은 거리에 새로운 공동체가 세워졌는데, 그곳의 새 교회에서 이름을 따서 생 생포리앙(Saint-Symphorien)에게 헌정되었다. 그 이름은 세월이 흐르면서 생사포랑으로 바뀌었다.
생사포랑(라보)은 1138년에 de Sancto Sufforiano로 처음 언급되었다.

## 지리

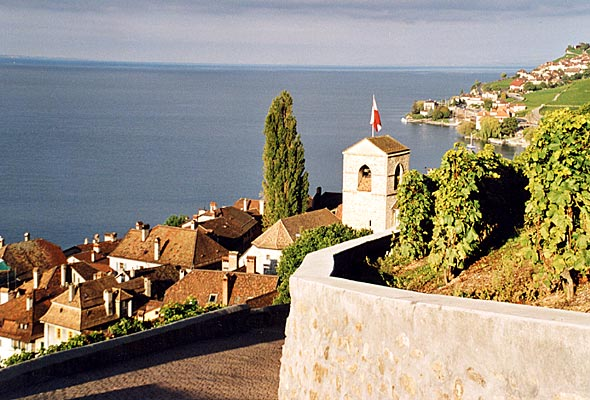
생사포랑

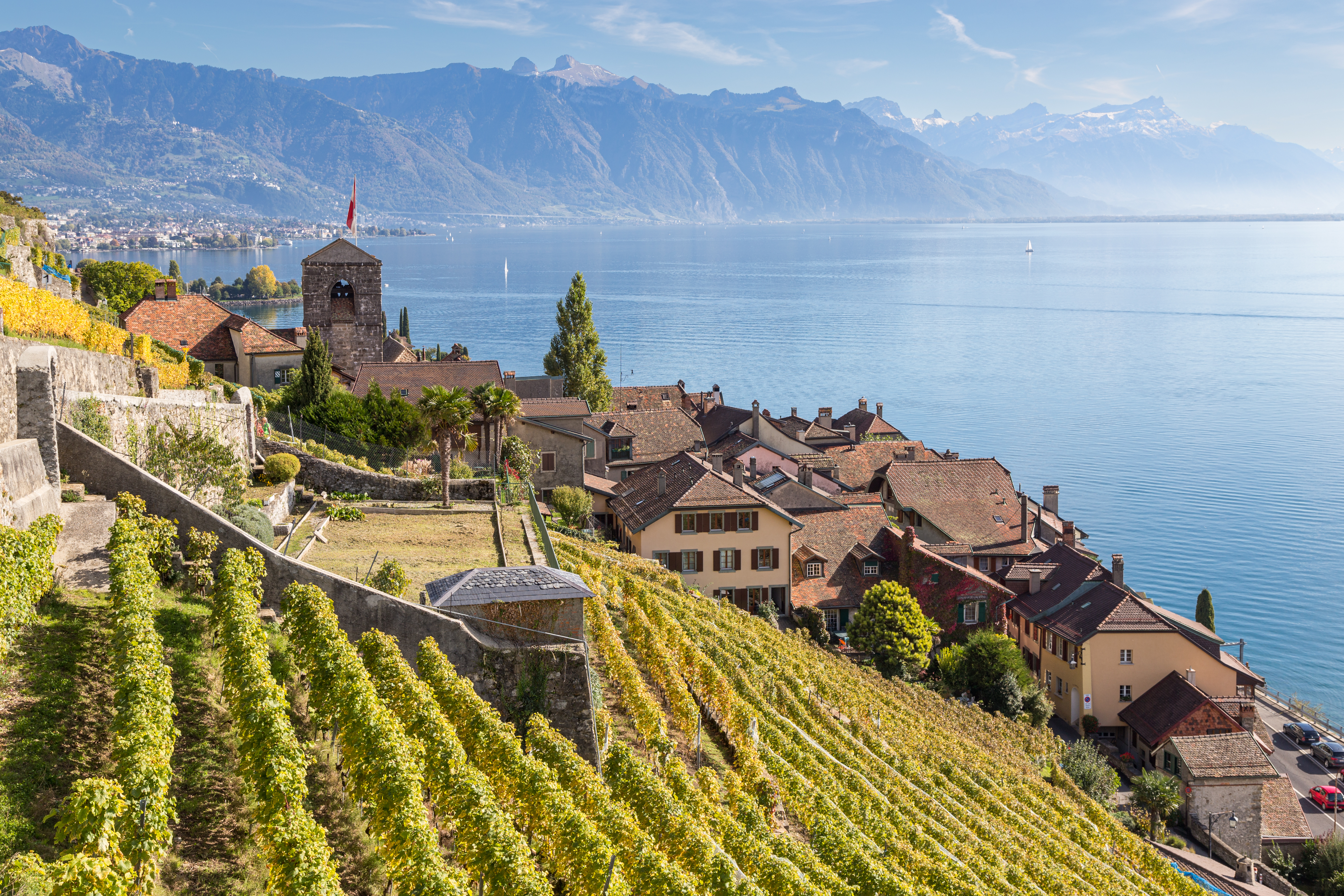
생사포랑 (라보)

생사포랑(라보)의 면적은 2009년 현재 0.89k㎡이다. 이 지역 중 0.5k㎡ (56.2%)가 농업 목적으로 사용되는 반면 0.1k㎡ (11.2%)는 삼림이 된다. 나머지 토지 중 0.27k㎡ (30.3%)가 정착(건물 또는 도로)되어 있다.
건설 면적 중 주택과 건물이 11.2%, 교통 기반 시설이 18.0%를 차지했다. 공원, 녹지대, 운동장이 1.1%를 차지했다. 숲이 우거진 토지 중 전체 토지의 9.0%는 숲이 우거져 있고 2.2%는 과수원이나 작은 나무 군락으로 덮여 있다. 농경지 중 11.2%는 작물 재배에 사용되며, 12.4%는 목초지로, 32.6%는 과수원이나 덩굴 작물에 사용된다.
시정촌은 2006년 8월 31일에 해산될 때까지 라보 지역의 일부였으며, 생사포랑(라보)은 라보-Oron의 새로운 지역의 일부가 되었다.
그것은 생사포랑 마을과 Glérolles, Les Faverges, Ogoz 및 Lignières의 작은 마을로 구성된다.

## 인구통계
2020년 12월 기준, 생사포랑(라보)의 인구는 389명이다. 2008년 기준, 인구의 24.9%가 거주 외국인이다. 1999년부터 2009년까지 지난 10년 동안 인구는 2.2%의 비율로 변화했다. 이주로 인해 -5%의 비율로, 출생 및 사망으로 인해 6.6%의 비율로 변경되었다.
2000년 기준, 인구 대부분인 307명(88.2%)이 프랑스어를 사용하며, 독일어가 19명(5.5%)으로 2위이고, 영어가 3위(10 또는 2.9%)이다. 이탈리아어를 하는 2명의 사람이 있다.
지자체의 인구 중 97명(27.9%)가 생사포랑(라보)에서 태어나 2000년에 그곳에 살았다. 같은 주에서 태어난 119명(34.2%)가 있었고, 63명(18.1%)가 다른 지역에서 태어났다. 스위스, 61%(17.5%)는 스위스 밖에서 태어났다.
2008년에는 스위스 시민이 4명, 비스위스계 시민이 3명을 출산했으며, 같은 기간에 스위스 시민이 2명 사망했다. 이민과 이주를 무시하면, 스위스 시민의 인구는 2명이 증가했고, 외국인 인구는 3명이 증가했다. 스위스에서 이민한 스위스 남자 2명과 스위스로 재이민 온 스위스 여자 1명이 있었다. 동시에 다른 나라에서 스위스로 이주한 3명의 비스위스 남성과 8명의 비스위스계 여성이 있었다. 2008년 전체 스위스 인구 변화(시 경계를 넘는 이동을 포함한 모든 출처에서)는 21명이 감소했고, 비스위스계 인구는 15명이 증가했다. 이것은 -1.6%의 인구 성장률을 나타낸다.
인구의 연령분포(2000년 기준)는 어린이와 청소년(0~19세)이 전체 인구의 20.7%, 성인(20~64세)이 66.1%, 노인(64세 이상)이 13.2%를 차지한다.
2000년 기준으로 시정촌에 미혼이거나, 독신인 사람은 144명이다. 기혼자는 148명, 미망인은 16명, 이혼한 사람은 40명이었다.
2000년 기준으로 시정촌의 개인가구는 159세대로 가구당 평균 2.1명이다. 1인 가구는 60가구, 5인 이상 가구는 7가구였다. 총 164가구 중 1인 가구가 36.6%를 차지했다. 나머지 가구 중 자녀가 없는 기혼가구는 49가구, 자녀가 있는 기혼가구는 40가구로 자녀가 있는 편부모는 8가구였다. 2가구는 혈연관계가 없는 사람들로, 5가구는 일종의 기관이나 다른 공동주택으로 구성되어 있었다.
2000년에는 총 110채의 주거용 건물 중 53채(전체의 48.2%)가 단독주택이었다. 다가구는 39채(35.5%), 그 외 주거용으로 주로 사용되는 다목적 건물은 12채(10.9%), 기타 용도(상업·산업용)는 6채(5.5%)였다. 단독주택 중 37채는 1919년 이전에 지어졌으며, 3채는 1990년에서 2000년 사이에 지어졌다. 가장 많은 다가구 주택(28채)이 1919년 이전에 지어졌고, 그 다음으로 많은 다가구 주택(3채)이 1961년과 1970년 사이에 지어졌다.
2000년에는 시정촌에 198개의 아파트가 있었다. 가장 흔한 아파트 크기는 4실이었고, 그중 54실이었다. 15실 15실과 49실 5실 이상 아파트가 있었다. 이 중 상가주택은 총 152채(전체의 76.8%)였으며, 성수기 아파트는 41채(20.7%), 공실은 5채(2.5%)였다. 2009년 기준 신규주택 건설률은 인구 1000명당 0세대였다. 2010년 시정촌 공실률은 3.03%였다.
역사적 인구는 다음 차트에 나와 있다.

## 국가중요문화재

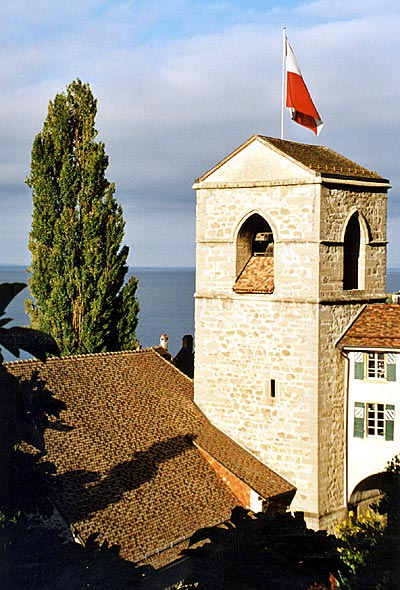
스위스 개혁 교회인 생생포리앙 교회

갈로로마인 빌라와 스위스 개혁 교회인 생생포리앙 교회, 유네스코 세계 문화 유산의 일부인 라보 포도원 테라스는 국가적으로 중요한 스위스 문화 유산으로 등재되어 있다. 생사포랑 마을 전체가 스위스 유산 목록의 일부이다.

## 정치
2007년 연방 선거에서 가장 인기 있는 정당은 27.84%의 득표율을 기록한 SP였다. 다음으로 가장 인기 있는 3개 정당은 FDP (19.92%), 녹색당 (17.15%), SVP (9.64%)였다. 이번 연방선거에서는 총 138표를 득표했고, 투표율은 57.5%였다.

## 경제
2010년 기준으로 생사포랑(라보)의 실업률은 1.6%이다. 2008년 현재 1차 경제 부문에 28명이 고용되어 있으며, 이 부문에 약 6개 기업이 참여하고 있다. 1인이 2차 부문에 고용되었고, 이 부문에 1개의 사업체가 있었다. 46명이 3차 부문에 고용되었으며, 이 부문에는 12개의 기업이 있다. 시정촌 주민은 205명으로 일정 정도 고용되었으며, 그중 여성이 전체 노동력의 46.3%를 차지했다.
2008년에 정규직에 상응하는 총 일자리 수는 63개였다. 1차 부문의 일자리 수는 20개였으며, 모두 농업에 있었다. 2차 부문의 일자리 수는 1개였으며, 모두 제조업에 있었다. 3차 부문의 일자리 수는 42개였다. 3차 부문에서; 9개(21.4%)는 도소매 또는 자동차 수리업, 21개(50.0%)는 호텔 또는 레스토랑, 7개(16.7%)는 정보 산업, 1개는 보험 또는 금융 산업, 1개는 전문가 또는 과학자였다.
2000년 기준으로 자치단체로 출퇴근하는 근로자는 10명, 출퇴근 근로자는 148명이었다. 지자체는 근로자의 순수출 지자체로, 들어오는 1명당 약 14.8명의 근로자가 지자체를 떠나고 있다. 근로 인구의 16.6%가 출퇴근을 위해 대중교통을 이용했고, 60%는 자가용을 이용했다.

## 종교
2000년 인구 조사에서 80명(23.0%)가 로마 가톨릭 신자였고, 194명(55.7%)가 스위스 개혁 교회에 속했다. 나머지 인구 중 정교회 교인은 3명(인구의 약 0.86%)이었고, 다른 기독교 교인은 4명(인구의 약 1.15%)이었다. 유대인이 1명이었고, 60명(인구의 약 17.24%)이 무교, 불가지론 또는 무신론자였으며, 8명(또는 인구의 약 2.30%)이 질문에 대답하지 않았다.

## 교육
생사포랑(라보)에서는 인구의 약 144명(41.4%)이 비필수 고등 중등 교육을 이수했으며, 69명(19.8%)이 추가 고등 교육( 대학 또는 응용학문대학)을 이수했다. 고등 교육을 이수한 69명 중 44.9%가 스위스 남성, 36.2%가 스위스 여성, 13.0%가 비스위스계 남성이었다.
2009/2010 학년도에는 생사포랑(라보) 학군에 총 32명의 학생이 있었다. 보주 주립 학교 시스템에서는 정치 구역에서 2년간의 의무가 아닌 유아원을 제공한다. 학년도 동안 정치 지역은 총 665명의 어린이에게 유치원 보육을 제공했으며, 그중 232명의 어린이(34.9%)가 보조금을 받는 유치원 보육을 받았다. 주의 초등학교 프로그램은 학생들이 4년 동안 출석해야 한다. 시립 초등학교 프로그램에는 20명의 학생이 있었다. 의무 중학교 과정은 6년 동안 지속되며, 해당 학교의 학생은 12명이었다.
2000년 기준으로, 시외 학교에 다니는 생사포랑(라보)의 학생은 48명이었다.

## 교통
시정촌에는 심플론선에 생사포랑역이 있다. 이 역에는 그랑송, 로잔 및 에이글로 연결되는 정기 운행편이 있다.